# Margie Day
Margie Day, de son vrai nom Margaret Hoeffler, est une chanteuse de rhythm and blues et de jazz américaine, née à Norfolk, en Virginie, en avril 1926 et morte dans la même ville le 18 septembre 2014.

## Carrière
En 1950, Margie Day est engagée comme chanteuse par un orchestre local de Norfolk dirigé par deux frères, les Griffin Brothers. L'orchestre vient de signer un contrat avec le label indépendant Dot Records, nouvellement créé. Des titres de jump blues avec Margie Day au chant sont publiés. Street Walking Daddy est un succès dans les États du Sud. D'autres titres suivent, Sadie Green ou Little Red Rooster.
En 1952, elle quitte l'orchestre des Griffin et s'engage avec le groupe de Floyd Dixon tout en enregistrant sous son nom pour Dot Records. Elle continue sa carrière solo jusqu'en 1964 sur Decca, Cat Records, qui était une filiale d'Atlantic, puis De Luxe.
Retirée de la vie musicale dans sa ville natale, elle retourne en studio en 1968-1969 pour enregistrer deux albums de Jazz pour RCA Records.

## Discographie

### Singles
- Sadie Green, Dot
- Little Red Rooster, Dot
- Stubborn as a Mule, Dot

### Albums
- Experience, RCA
- Dawn of a New Day, RCA

### Compilations
- Griffin Brothers. Blues with a Beat [CD], Volumes 1 et 2, 2006, Acrobat